# Знак отличия Святой равноапостольной княгини Ольги
Знак отли́чия Свято́й Равноапо́стольной княги́ни О́льги — награда Российской империи, учреждённая императором Николаем II 21 февраля (6 марта) 1913 года для отличия женщин за общественную и государственную службу. Однако статут этой награды выпустили спустя два года, только 21 июля 1915 года.

## Статут
Формально Знак отличия не был орденом, но по условиям награждения и мнению одного из современников приближался к ордену. В. Дуров отмечает: 
«Характерно, что в рескрипте, отосланном одновременно с наградой, пожалование правильно названо Знаком Отличия святой Ольги. А в литературе — подписях к многочисленным фотографиям в иллюстрированных изданиях — ошибочно называют орденом».
 Согласно статуту, награждать знаком Св. Ольги имел право лично император и (с его разрешения) императрица, как по собственному усмотрению, так и по представлению министров и других руководителей ведомств через «Комитет о службе чинов гражданского ведомства и о наградах». При награждении выдавалась именная грамота. Награждение, согласно статуту, должно было быть приурочено к 23 апреля (дню тезоименитства императрицы Александры Фёдоровны) и к 14 ноября (дню рождения вдовствующей императрицы Марии Фёдоровны).
От орденов знак Св. Ольги отличался отсутствием общественной организации кавалеров (ордена в изначальном смысле) в Капитуле Российских Императорских и Царских орденов.
В статуте отмечена возможность награждения матерей героев, «оказавших подвиги, достойные увековечения в летописях отечества» (единственное известное награждение состоялось в соответствии именно с этой статьёй статута). Другие заслуги, за которые возможно награждение орденом, в статуте были очерчены в виде примеров, не составляющих исчерпывающий список причин награждения; указаны, в частности, «служение делу помощи ближним», «подвиги личного самоотвержения, связанные с явною для жизни опасностью», «выдающаяся деятельность по служению наукам и искусствам» и т. п. За общеполезную и благотворительную деятельность знак отличия жаловался не ранее пяти лет со времени получения последней награды. Такой же минимальный срок устанавливался для пожалования следующей, высшей степени знака после предыдущей, низшей. Знаки отличия Св. Ольги могли быть жалуемы за выслугу лет на государственной или общественной службе при условии «выдающегося прохождения» службы: 3-й степени за 10 лет, 2-й степени за 20 лет, 1-й степени за 30 лет.

## История

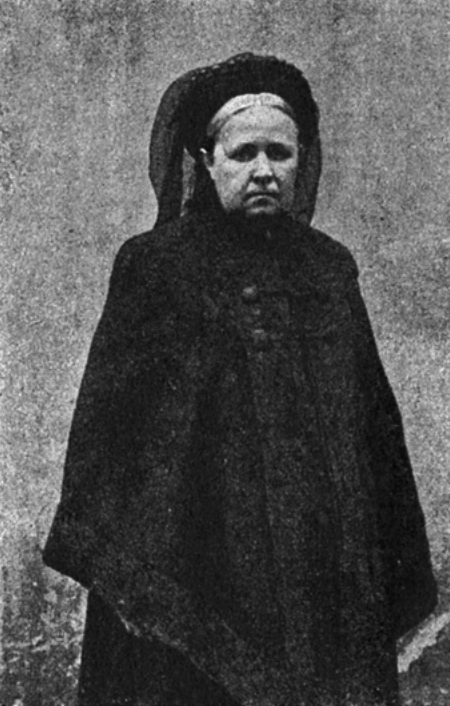
В. Н. Панаева

Первоначально об учреждении особого знака для отличия женщин было объявлено в дни торжеств в ознаменование 300-летия царствования Дома Романовых, 21 февраля 1913 года. Впоследствии этот знак получил имя Святой Равноапостольной княгини Ольги. Однако его разработка затянулась и только в июле 1915 года был опубликован статут Знака отличия, хотя датой его учреждения указано было считать день трехсотлетия Царствования Дома Романовых. Он предназначался исключительно лицам женского пола «во внимание к заслугам женщин на различных поприщах государственного и общественного служения, а равно к подвигам и трудам их на пользу ближнего». 
В 1916 году состоялось первое и единственное награждение этим знаком отличия. 2 апреля 1916 года знаком отличия Святой Ольги 2-й степени была награждена Вера Николаевна Панаева, потерявшая в сражениях Первой мировой войны трёх сыновей — офицеров, все трое были кавалерами ордена Св. Георгия 4-й ст. и служили в 12-м гусарском Ахтырском полку.
Еще одной женщиной, награжденной знаком отличия Святой Ольги 3-й степени, была Мария Константиновна Рейтерн, более известная под имением княгини Оболенской.

## Степени
Проект ордена разработал начальник Царскосельского дворцового управления генерал-майор М. С. Путятин.
Знак отличия имел три степени. 
- Знак 1-й степени был золотой, в виде вытянутого по вертикали византийского креста, с лицевой стороны покрыт светло-голубой финифтью, обрамлённой золотой чеканной каймой. В середине креста в круглом золотом чеканном ободке на золотом поле изображалась финифтью Святая княгиня Ольга. На оборотной стороне на лучах креста помещалась надпись: «Февраля, 21 дня, 1613—1913», причём года написаны буквами в стиле древнеславянского языка. Начертание креста соответствует найденному при раскопках вблизи Десятинной церкви в Киеве современного княгине Ольге византийского запрестольного креста X века.
- Знак 2-й степени внешне не отличался от 1-й, но изготавливался из серебра.
- Знак 3-й степени представлял собой серебряный овальный медальон с ободом чеканной работы, крест на котором (подобный кресту 2-й степени, но меньшей величины) формировался фигурными отверстиями, с той же надписью на обратной стороне.

## Правила ношения
Все знаки носятся на банте из белой ленты шириной 1⁄2 вершка на левом плече. Знаки низших степеней не снимаются при пожаловании знака высшей степени.